# 常念寺 (高岡市)
常念寺（じょうねんじ）は、富山県高岡市大手町にある浄土真宗本願寺派の寺。

## 解説
かつては定塚町にあり、1874年、寺の一角に楽水小学校（現在の下関小学校）が設置された。

## 所在地
- 富山県高岡市大手町2-13